# Eudyops xantholepis
Eudyops xantholepis är en fjärilsart som beskrevs av Dyar 1912. Eudyops xantholepis ingår i släktet Eudyops och familjen nattflyn. Inga underarter finns listade i Catalogue of Life.